# Rosamaria Alberdi Castell
Rosamaria Alberdi Castell (Barcelona, 1951) és una infermera i política socialista mallorquina, diputada al Parlament de les Illes Balears en la vi, vii i viii legislatures.

## Biografia
Diplomada en Infermeria i llicenciada en Psicologia. Treballà durant vuit anys com a assessora a la Conselleria de Sanitat de la Junta d'Andalusia. Des del 2000 és professora titular del Departament d'Infermeria i Fisioteràpia de la Universitat de les Illes Balears (UIB). Ha estat secretària d'organització del PSIB-PSOE i al març de 2004 va substituir en el seu escó al Parlament de les Illes Balears Francesc Antich Oliver, quan es va presentar a les eleccions generals espanyoles de 2004.
Després fou elegida diputada a les eleccions al Parlament de les Illes Balears de 2007 i 2011. Ha estat presidenta de la Comissió de Salut del Parlament Balear i membre del Consell Insular de Mallorca. Al Consell hi accedeix a l'inici de la sisena legislatura, pel fet que Francesc Antich era el portaveu socialista al Parlament, càrrec incompatible amb el de conseller insular de Mallorca. Anava de número 9 a les llistes i obtingueren 8 escons per Mallorca. El 19 d'octubre del 2004 fou anomenada portaveu titular socialista al Parlament càrrec que mantingué només durant 21 dies. Tot i així, es donà la curiositat que donat l'incompatibilitat explicada abans, per aquest nomenament, hagué de deixar de ser consellera insular de Mallorca. I el següent plenari insular en el qual s'hagué de acomiadar, fou 7 dies després de ja no ser portaveu parlamentaria. Tot i així, hagué de deixar la cadira.
Al l'inici de la vuitena legislatura torna a esser escollida portaveu socialista al Parlament i aquesta vegada ho fou per vint dies. Al 25 d'abril de 2012 renuncià al seu escó i tornà a la docència universitària.
Va rebre el premi A prop teu del Col·legi Oficial d'Infermeres i Infermers de Barcelona al 2004. El Reconeixement a la trajectòria professional de la Conselleria de Salut del Govern de les Illes Balears al 2011. Va ser nomenada Acadèmica d'Honor  per l'Acadèmia de Ciències de la Infermeria de Biscaia al 2014. Va ser investida Doctor Honoris Causa per la Universitat de Múrcia el 02 de diciembre de 2016.